# José Joaquim do Carmo
José Joaquim do Carmo (? — ?) foi um político brasileiro.
Foi presidente das províncias do Espírito Santo, nomeado por carta imperial de 12 de outubro de 1864, de 8 de janeiro a 28 de agosto de 1865, e do Pará, nomeado por carta imperial de 16 de fevereiro de 1878, de 18 de março de 1878 a 7 de abril de 1879.